# 傅博 (足球教练)
傅博（1965年2月28日—），已退役中国足球運動員，现任足球教练。

## 球员生涯
傅博選手時期在遼寧隊擔任中場或前锋位置。在遼寧隊教練李應發率領下，從1984年至1993年，傅博與馬林、傅玉斌、董禮強、唐堯東等選手，為遼寧隊創下「十連冠」的成績。在1990年的亚俱杯决赛，傅博在第一回合客场对阵日本尼桑队的比赛中射进球队的第一球，最终帮助辽宁总比分3比2击败对手获得亚俱杯冠军。 1996年初，在辽宁队降级到甲B级联赛后，傅博离开球队加盟另一支甲B球队沈阳海狮。1997年，他转投深圳平安，帮助球队获得联赛亚军升级到甲A联赛后退役。

## 教练生涯
傅博退役後成为辽宁省体校青少年足球教练，2003年加入辽宁队教练组。2007年9月，他和宿茂臻一起參加了國際足聯在德國舉辦的國際足球教練員學習班，畢業後獲得了國際足球教練員學習班畢業證書。回國後，2009年开始擔任中國國家足球隊助理教練，歷任高洪波與卡馬喬兩任主教練，并于2012年开始出任任中國國家男子22歲級足球隊主教練。2013年6月，在中国国家队以1-5惨败于泰国国家队之后，中国足协与卡马乔解约，傅博出任国家队临时主教练，与区楚良、王军组成临时教练组，率领中国队出战東亞盃足球赛。

### 国家队
在东亚杯中，傅博率队3-3平日本，0-0平韩国，4-3胜澳大利亚，获得亚军。傅博率领的国家队展现出了与卡马乔时代完全不同的精神风貌和技战术水平，赛后舆论普遍倾向于让傅博转正，带领中国队继续征战亚洲杯预选赛。8月，中国足协正式决定傅博将继续带队出战9月的两场热身赛以及2013年的三场亚洲杯预选赛。在针对亚预赛对手印尼的两场热身赛中，傅博率队6-1狂胜新加坡，2-0击败马来西亚，继续保持不败，取得了不错的热身效果。
在亚洲杯预选赛中，傅博带队1-1平印尼，1-0胜印尼，0-0平沙特，获得1胜2平的成绩。虽然在亚预赛上的表现与东亚杯和热身赛相比有所差距，但傅博仍然维持了在国家队的不败执教记录。2014年2月26日，阿兰·佩兰出任国足主教练，傅博在3月5日与伊拉克的亚预赛最后一轮的比赛中仍有指挥权。最后虽然中国队1-3负于伊拉克，但仍以一个净胜球的优势力压黎巴嫩，作为成绩更佳的小组第三名晋级亚洲杯正赛。

### 俱乐部
2017年3月27日，广州恒大淘宝足球俱乐部与原中国男足代理主教练、原中国U22男足主教练傅博正式签约，聘请其出任一队中方助理教练。
2018年上半年，恒大曝出“装备门”事件后，傅博兼任起领队一职。
2018年9月，坊间传出傅博已辞去恒大助理教练以及领队一职，前往梅州"支援"深陷保级泥潭的同省中甲球队梅县铁汉，接替西班牙主帅胡安出任主教练一职。2018年9月26日，梅县铁汉俱乐部通过官方微博发布公告，傅博将担任球队主教练一职。